# 川島貞雄
川島 貞雄（かわしま さだお、1934年3月30日 - ）は、日本の牧師・聖書学者。

## 略歴
東京生まれ。青山学院大学大学院博士課程単位取得退学、ユニオン神学校大学院（ニューヨーク）修士課程修了、西独エアランゲン大学にて神学博士。青山学院大学専任講師、日本聖書神学校教授、東洋英和女学院大学教授、同人間科学部長、日本基督教団青戸教会牧師を経て、同教団隠退教師。

## 著書
- 『福音書のイエス・キリスト 2 十字架への道イエス マルコによる福音書』（講談社） 1984
- 『マルコによる福音書 十字架への道イエス』（日本基督教団出版局、福音書のイエス・キリスト） 1996
- 『ペトロ』（清水書院、Century books、人と思想） 2009

### 共編
- 『歴史のなかのイエス 高柳伊三郎先生85歳祝賀論集』（中村民男共編、新教出版社） 1983
- 『新約聖書注解 新共同訳』（橋本滋雄, 堀田雄康編、日本基督教団出版局） 1991

## 翻訳
- 『イエスの譬・その解釈』（A・M・ハンター、高柳伊三郎共訳、日本基督教団出版部） 1962
- 『ルカによる福音書 聖書講解全書』（D・G・ミラー、日本基督教団出版部） 1963
- 『イエス ナザレの人とその時代』（ヘルベルト・ブラウン、新教出版社） 1970
- 『イエスの使信 過去と現在』（E・シュタウファー、日本基督教団出版局） 1971
- 『イエスは革命家であったか』（マルティン・ヘンゲル、山口雅弘共訳、新教出版社） 1974
- 『新約聖書の倫理』（H・D・ヴェントラント、日本基督教団出版局） 1974
- 『史的イエスと福音書』（A・M・ハンター、岡田五作共訳、教文館、聖書の研究シリーズ） 1976
- 『イエスについての聖書外資料』（F・F・ブルース、教文館、聖書の研究シリーズ） 1981
- 『ヨハネ福音書の歴史と神学』（J・ルイス・マーティン、原義雄共訳、日本基督教団出版局） 1984
- 『四福音書対観表 ギリシア語 - 日本語版』（クルト・アーラント ギリシア語版監修、荒井献, 川島日本語版監修、日本基督教団出版局） 2000
- 『贖罪 新約聖書におけるその教えの起源』（M・ヘンゲル、早川良躬共訳、教文館、聖書の研究シリーズ） 2006
- 『ペトロ』（M・ヘンゲル、教文館、聖書の研究シリーズ） 2010

## 論文
- Cinii